# Peckia collusor
Peckia collusor är en tvåvingeart som först beskrevs av Charles Howard Curran och Walley 1934.  Peckia collusor ingår i släktet Peckia och familjen köttflugor.
Artens utbredningsområde är Guyana. Inga underarter finns listade i Catalogue of Life.